# Craig Robinson (cestista 1962)
Craig Malcolm Robinson (Chicago, 21 aprile 1962) è un ex cestista, allenatore di pallacanestro e dirigente sportivo statunitense.
Fra il 1979 e il 1983 è stato un giocatore, di ruolo ala, all'Università di Princeton.

## Biografia
Craig Robinson nasce a Chicago, nel quartiere di South Shore il 21 aprile 1962 dall'unione di Fraser Robinson (1935–1991), impiegato comunale ed iscritto al Partito Democratico americano e da Marian Shields Robinson (1937–2024), segretaria presso lo Spiegel Catalog Store. Due anni dopo nascerà la sorella Michelle, moglie dell'ex-presidente statunitense Barack Obama.
Mostra fin da piccolo particolari attitudini scolastiche, e per questo viene iscritto dal padre alla Università di Princeton. Qui si fa notare per le sue attitudini nella pallacanestro, divenendo giocatore della stagione nelle annate 1981-82 e 1982-83 e piazzandosi quarto nella classifica dei migliori marcatori di sempre dell'università. Nel draft NBA 1983 viene scelto dai Philadelphia 76ers per giocare nella massima serie americana ma non riuscirà ad effettuare presenze. Si trasferirà quindi in Inghilterra per giocare con i Manchester Giants (squadra della British Basketball League) fino al 1988, anno in cui farà ritorno in patria per divenire vice allenatore della squadra di pallacanestro dell'Illinois Institute of Technology.
Nel frattempo, nel 1983, si laurea in Sociologia, mentre nel 1992 conseguirà presso l'Università di Chicago un Master in Business Administration.. Nel 1990 lascia definitivamente il basket per dedicarsi alla finanza, iniziando a lavorare come bond trader, divenendo poi vice presidente della Continental Bank fino al 1999, anno in cui deciderà di tornare nel mondo dello sport.

### Vita privata
Dal primo matrimonio, finito nel 2000, ha avuto due figli: Avery (1992) e Leslie (1996). Si è risposato nel 2006 con Kelly, dalla quale ha avuto un terzo figlio, Austin (nato nel 2010).

### La carriera da allenatore
Nel 1999 ritorna quindi ad allenare all'University of Chicago Laboratory Schools, con un guadagno dieci volte inferiore rispetto alla sua carriera nel mondo della finanza.. Manterrà questo ruolo per un anno, quando si trasferirà all'Università Northwestern per lavorare come vice allenatore. Nel 2006 riuscirà poi definitivamente a divenire primo allenatore all'Università Brown. Concluderà la prima stagione al quinto posto nella Ivy League (e conquistando così il premio allenatore dell'anno dal sito Basketballu.com) e arrivando addirittura secondi l'anno successivo.
Lascerà la Brown nel 2008, anno a partire dal quale diviene allenatore all'Università statale dell'Oregon.

### La politica

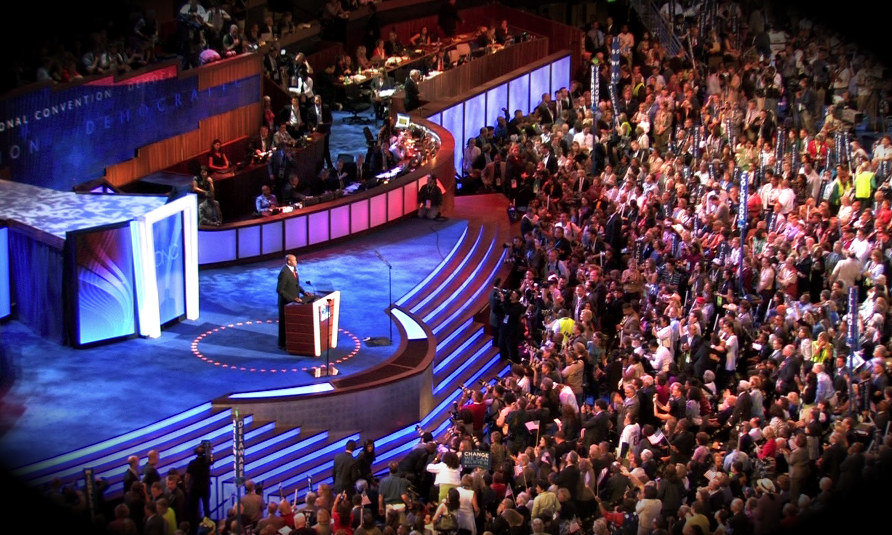
Craig Robinson alla convention del Partito Democratico nel 2008

Durante la campagna elettorale del 2008, Robinson ha seguito spesso il marito della sorella, tenendo per lui numerosi discorsi in pubblico, e festeggiando la vittoria elettorale con Obama il 4 novembre 2008 a Chicago. Sempre nel 2008, alla convention del Partito Democratico, ha tenuto il discorso introduttivo per la sorella.